# Набережная Ваянского (Братислава)

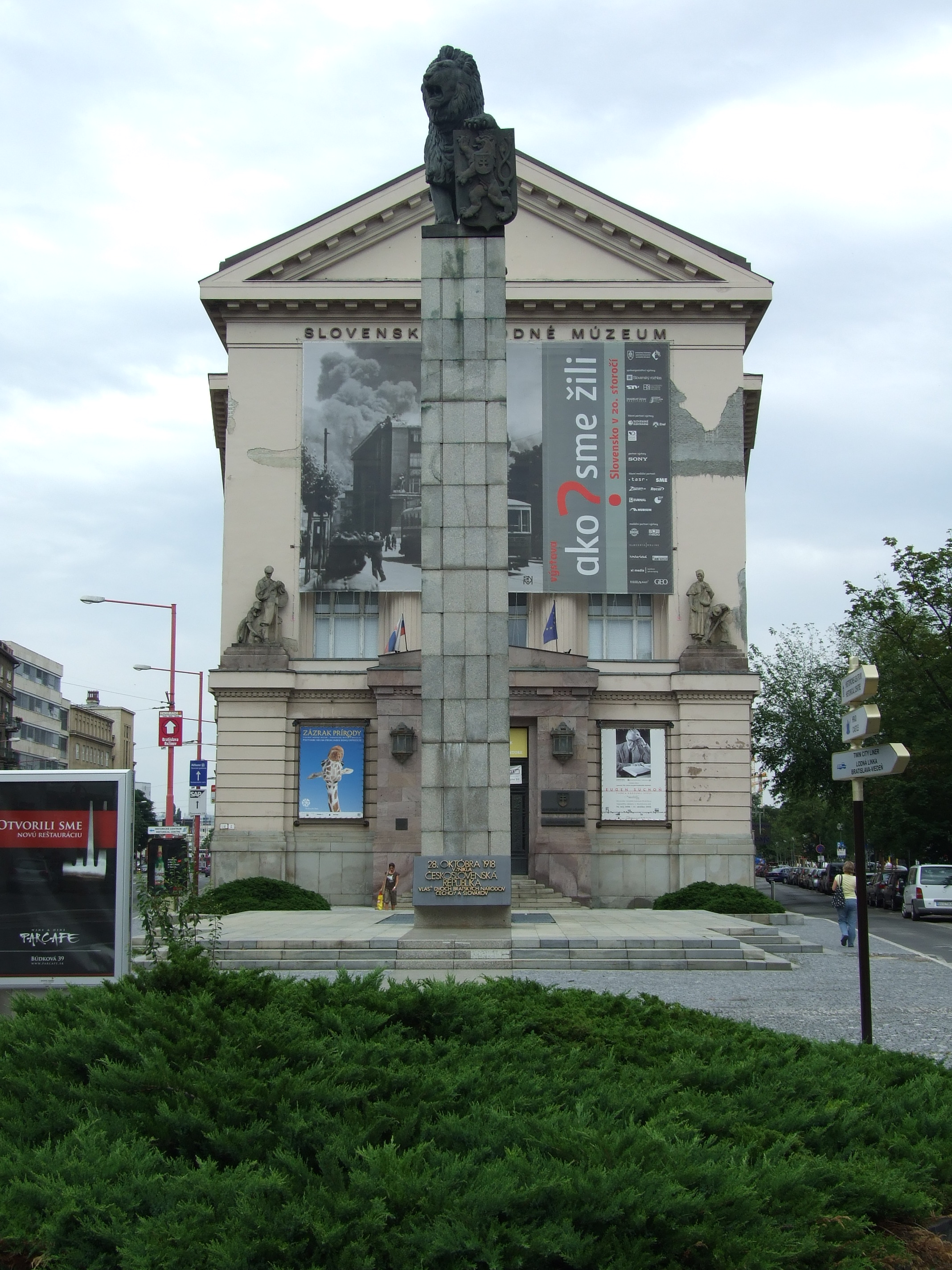
Словацкий Национальный музей на набережной Ваянского

Набережная Ваянского (словац. Vajanského nábrežie, нем. Justilände, венг. Justi-sor) — набережная на левом берегу Дуная в Братиславе, в городском районе Старый город.
Начинается на площади Людовита Штура, заканчивается площадью Шафарика.
На набережной находится Словацкий Национальный музей, памятник образованию Чехословакии и Дворец Юренака.